# الضحايا (فلم 2009)
الضحايا (بالفرنسية: Les Victimes) فيلم مغربي تلفزيوني مقتبس من قصة حقيقية، من إنتاج الإذاعة والتلفزة المغربية سنة 2009 للمخرج حكيم النوري ومن بطولته وبطولة سعيد باي وعدة ممثلين مغاربة.
يحكي الفيلم قصة موظف اسمه فارس، يعيش مع عائلته بمكناس ليأتي قرار من الإدارة المركزية بنقله لمدينة الدار البيضاء لتظل عائلته وحدها بمكناس ويظل من جهته من دون مأوى، ويعيش في سيارته لسوء الأحوال المادية. لتتخلل الأسرة عدة مشاكل بسبب هذا الانتقال.

## وصلات خارجية
- الضحايا على موقع كاروهات